# Vadim Panin
Vadim Aleksándrovich Panin (en ruso, Вадим Александрович Панин, Moscú, 10 de febrero de 1984) es un baloncestista ruso que actualmente se encuentra sin equipo. Con 2,03 metros de estatura, juega en la posición de alero.

## Trayectoria

### Profesional
Comenzó su andadura profesional en el Dinamo Moscú en 2002, desarrollando toda su carrera en equipos rusos. Tras pasar por el BC Dynamo Moscú Region, el Lokomotiv Kuban, el Ural Great Perm con el que ganó la FIBA EuroCup Challenge en 2006, el UNICS Kazan, el Spartak Primorje y el BC Triumph Lyubertsy, en 2010 fichó por el BC Khimki, tras promediar 8,1 puntos y 4,5 rebotes por partido en su anterior temporada en Lyubertsy.
En su única temporada en el equipo consiguió ganar la VTB United League, competición en la que promedió 1,3 puntos y 1,4 rebotes por partido. Al año siguiente fue traspasado al BC Nizhni Nóvgorod, donde firmó por dos temporadas, aunque finalmente jugó tres, promediando en esa última 9,0 puntos y 5,5 rebotes por partido.
En junio de 2014 fichó por el UNICS Kazan, equipo al que pertenece en la actualidad.

### Selección nacional
Panin fue un fijo en las selecciones rusas junior y sub-20, con las que participó en sendos europeos en 2002 y 2004.